# Quimera (arquitectura)

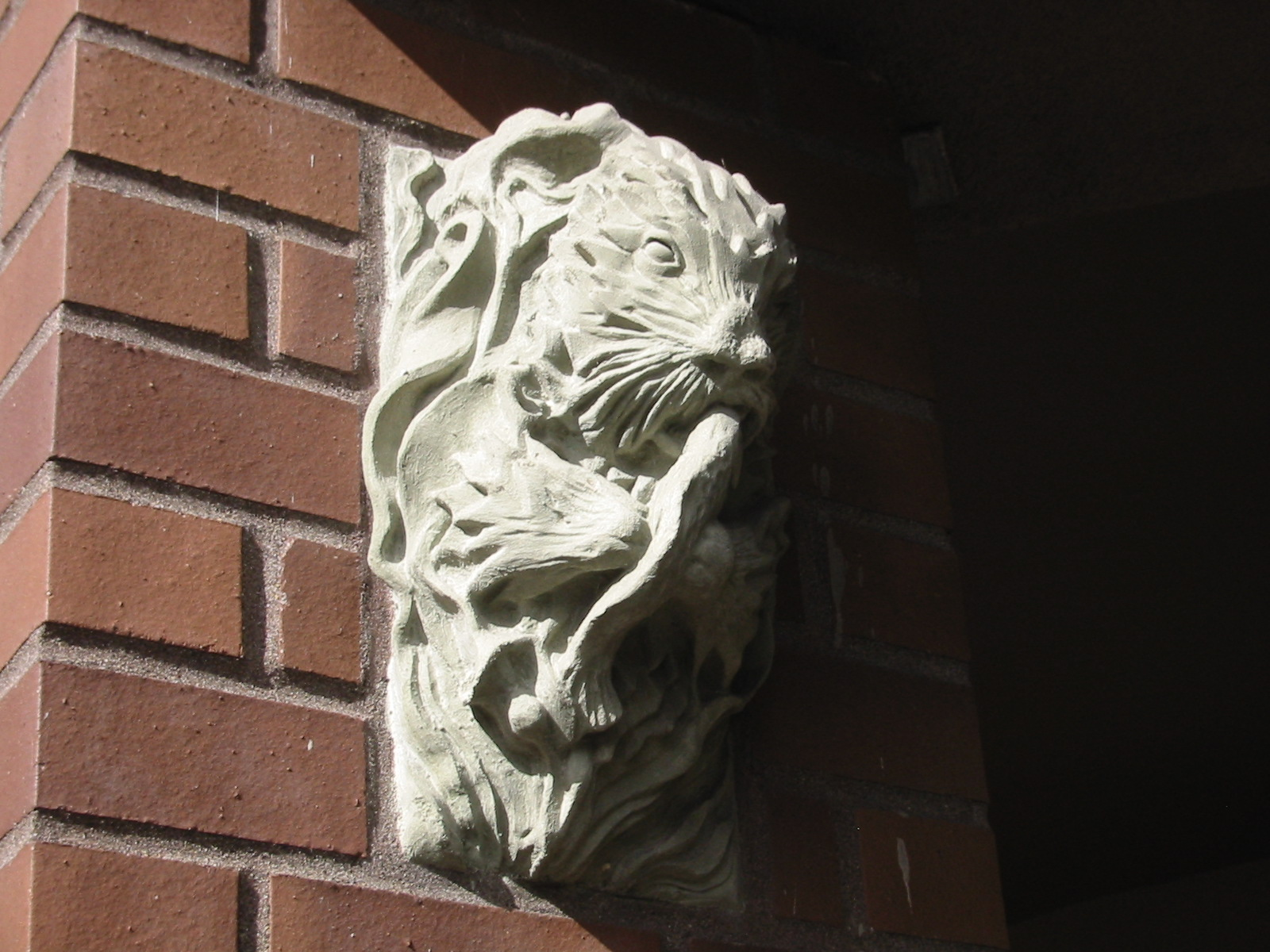
Quimera arquitectónica en forma de nutria.

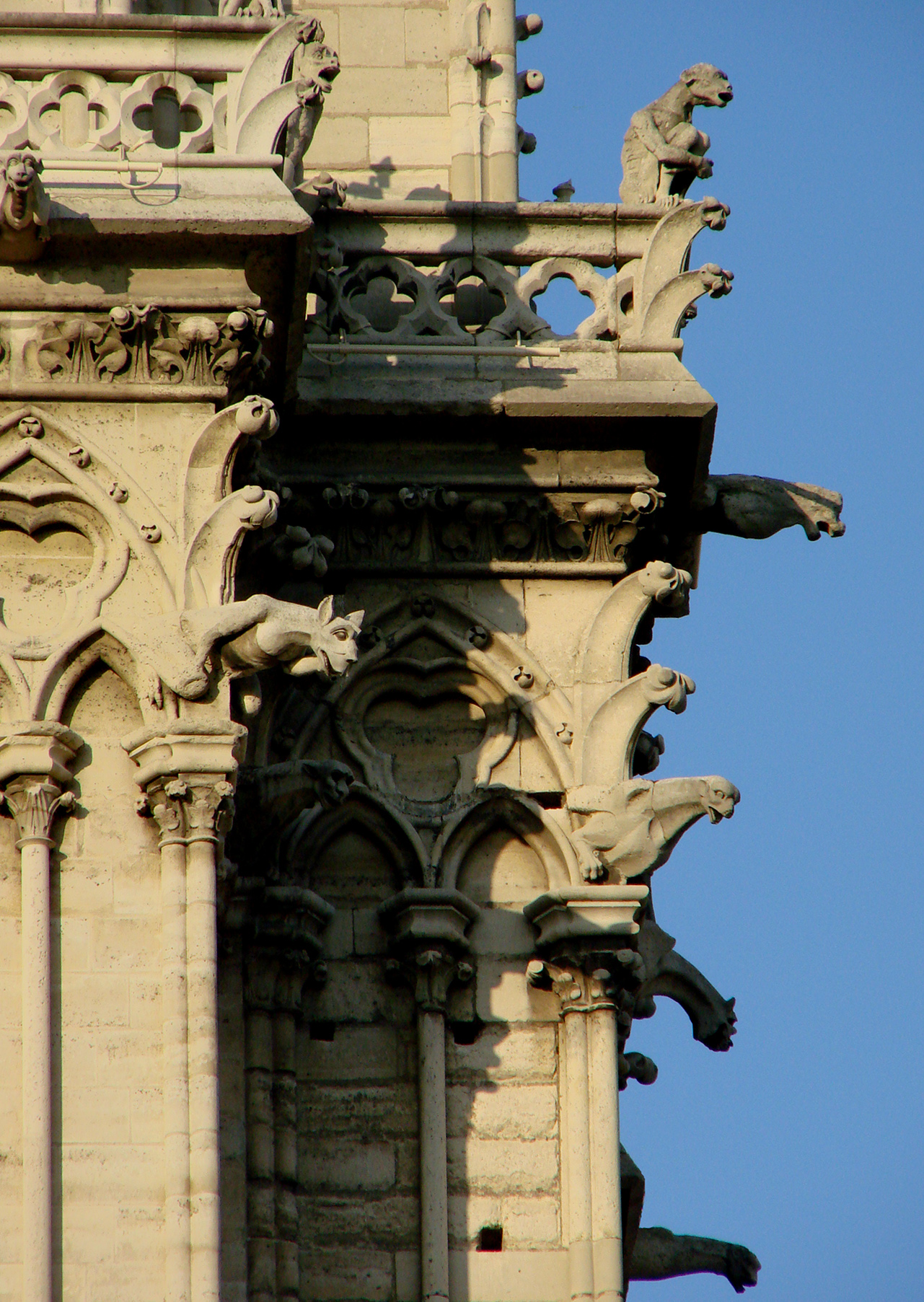
Quimeras en la Catedral de Nuestra Señora de París.

Utilizada para describir un elemento arquitectónico, una quimera significa una figura (a menudo de una bestia) fantástica, mítica o grotesca utilizada con fines decorativos. Las quimeras son a menudo descritas como gárgolas. Utilizado correctamente, el término "gárgola" remite específicamente a toda figura tallada extraña como las terminaciones de los canalones que transportan agua lejos de los lados de edificios.
También se utiliza para describir los sistemas híbridos de fusión de sistemas o piezas. Según el Índice de Arquitectura: "El sistema ilusorio produce acoplamientos de cruzamientos categóricos en los cuales los sistemas iniciales se funden inextricablemente, es decir, transformado en un sistema o sistemas los cuales adquieren nuevas identidades completamente. Empleando un "modo ilusorio" o "quimérico", se observan formas de acoplamiento de sistemas categóricamente diferentes al poder identificar y explotar compatibilidades y afinidades entre ellos." - Sulan Kolatan "Chimera 3: Mongrel Structures," Advanced Studio V, Fall 1997.